# Santa Cruz de Monte Castelo
Santa Cruz de Monte Castelo ist ein brasilianisches Munizip im Bundesstaat Paraná. Es hat 8.613 Einwohner (2022), die sich Monte-Castelenser nennen. Die Fläche beträgt 442 km². Es liegt 415 Meter über dem Meeresspiegel.

## Etymologie
Der Name stammt von der Immobiliengesellschaft Companhia Comercial e Colonizadora Santa Cruz, die das Land erschloss und vermarktete. Der Zusatz Monte Castelo soll an die Schlacht von Monte Castello (25. November 1944 bis 12. Februar 1945) erinnern, an der das Brasilianische Expeditionskorps maßgeblich beteiligt war. Der Name der Gemeinde wurde von Júlio Mariucci vorgeschlagen, der italienischer Herkunft war und zu den Gründern der Stadt gehörte.

## Geschichte
Bis 1950 gehörten die Ländereien, auf denen sich heute die Stadt Santa Cruz do Monte Castelo befindet, der Staatsregierung. Sie waren Teil der Gemeinde Paranavaí, als sie von Orlando Leite, Ernesto Brito Cavalcanti und Manoel Boaventura angefordert wurden, die damit Eigentümer ausgedehnter Gebiete in der Region wurden. Diese Herren verkauften 1951 ein Gebiet an Júlio Mariucci, Antônio Cantizzani und Amador Coelho Aguiar, die sofort eine Immobiliengesellschaft gründeten, die unter dem Namen Companhia Comercial e Colonizadora Santa Cruz tätig wurde. Sie teilte das Land in Baugrundstücke, landwirtschaftliche Grundstücke und Fazenden auf und bot sie zum Verkauf an. Im Dezember 1951 kamen die Familien Laurindo Madureira, João Mariucci, Lamartine Cunha und Lucas Ortega Peres in das Dorf und bauten die ersten Holzhäuser. Damit begann die Besiedlung des Dorfes, das Santa Cruz do Monte Castelo genannt wurde.
Aufgrund der reichhaltigen Wälder, der Fruchtbarkeit des Bodens, des milden Klimas und des Reichtums an Wasserquellen kam es zu einem Zustrom zahlreicher Menschen, die Land erwerben wollten, um Landwirtschaft und Viehzucht zu betreiben.
Santa Cruz de Monte Castelo wurde durch das Staatsgesetz Nr. 253 vom 26. November 1954 in den Rang eines Munizips erhoben und am 30. November 1955 als Munizip installiert.

## Geografie

### Fläche und Lage
Santa Cruz de Monte Castelo hat eine Fläche von 442 km². Es befindet sich auf dem Breitengrad 22° 57′ 10" Süd und dem Längengrad 53° 17′ 49" West. Es liegt auf einer Höhe von 415 Metern.

### Klima
In Santa Cruz de Monte Castelo herrscht tropisches Klima. Die meiste Zeit im Jahr ist mit erheblichem Niederschlag zu rechnen. Selbst im trockensten Monat fällt eine Menge Regen. Die Klimaklassifikation nach Köppen und Geiger lautet Af. Es herrscht im Jahresdurchschnitt eine Temperatur von 23,2 °C. Innerhalb eines Jahres gibt es 1561 mm Niederschlag.

### Gewässer
Der Ivaí bildet die südliche Grenze des Munizips.

### Straßen
Santa Cruz de Monte Castelo ist über die PR-578 mit Ivaté verbunden, das über die Ivaí-Fähre zwischen den Dörfern Herculándia und Santa Esmeralda erreicht wird. Über die PR-218 kommt man im Osten nach Loanda. Die PR-576 führt nach Norden nach Porto Rico am Ufer des Paraná.

### Nachbarmunizipien
|                    | Porto Rico                                  | Loanda               |
|                    | Kompassrose, die auf Nachbargemeinden zeigt | Santa Isabel do Ivaí |
| Querência do Norte | Ivaté                                       |                      |

## Stadtverwaltung
Bürgermeister: Francisco António Boni, PSD (2021–2024)

## Demografie

### Bevölkerungsentwicklung
| Jahr | Einwohner | Stadt | Land   |
| ---- | --------- | ----- | ------ |
| 1960 | 7.199     | 1.297 | 5.902  |
| 1970 | 13.180    | 3.160 | 10.020 |
| 1980 | 10.002    | 4.857 | 5.145  |
| 1991 | 10.209    | 6.251 | 3.958  |
| 2000 | 8.578     | 5.651 | 2.927  |
| 2010 | 8.092     | 5.753 | 2.339  |
| 2022 | 8.613     | –     | –      |

Quelle: IBGE, bis 2010: Volkszählungen und Volkszählung 2022

### Ethnische Zusammensetzung
| Gruppe*     | 1991   | 2000  | 2010  | |
| ----------- | ------ | ----- | ----- | --- |
| Weiße       | 5.273  | 5.568 | 3.926 | wer sich als "weiß" erklärt                                                                                     |
| Schwarze    | 634    | 232   | 316   | wer sich als "schwarz" erklärt                                                                                  |
| Gelbe       | 108    | 5     | 45    | Personen fernöstlicher Herkunft wie japanisch, chinesisch, koreanisch etc.                                      |
| Braune      | 4.179  | 2.764 | 3.783 | wer sich als "braun" erklärt oder wer sich mit einer Mischung von zwei oder mehr der fünf Gruppen identifiziert |
| Indigene    | –      | –     | 22    | wer sich als Ureinwohner oder Indio erklärt                                                                     |
| ohne Angabe | 16     | 8     | –     | |
| Gesamt      | 10.210 | 8.577 | 8.092 | |

*) Das IBGE verwendet für Volkszählungen seit 1991 ausschließlich diese fünf Gruppen. Die Gruppenzugehörigkeit wird bei der Befragung vom Einwohner selbst festgelegt. Das IBGE verzichtet bewusst auf Erläuterungen.
Quelle: IBGE (Stand: 1991, 2000 und 2010)

## Persönlichkeiten
- Amanda Gutierres (* 2001), Fußballspielerin